# Sierra Madera
Koordinaten: 30° 35′ 59,8″ N, 102° 54′ 59,4″ W

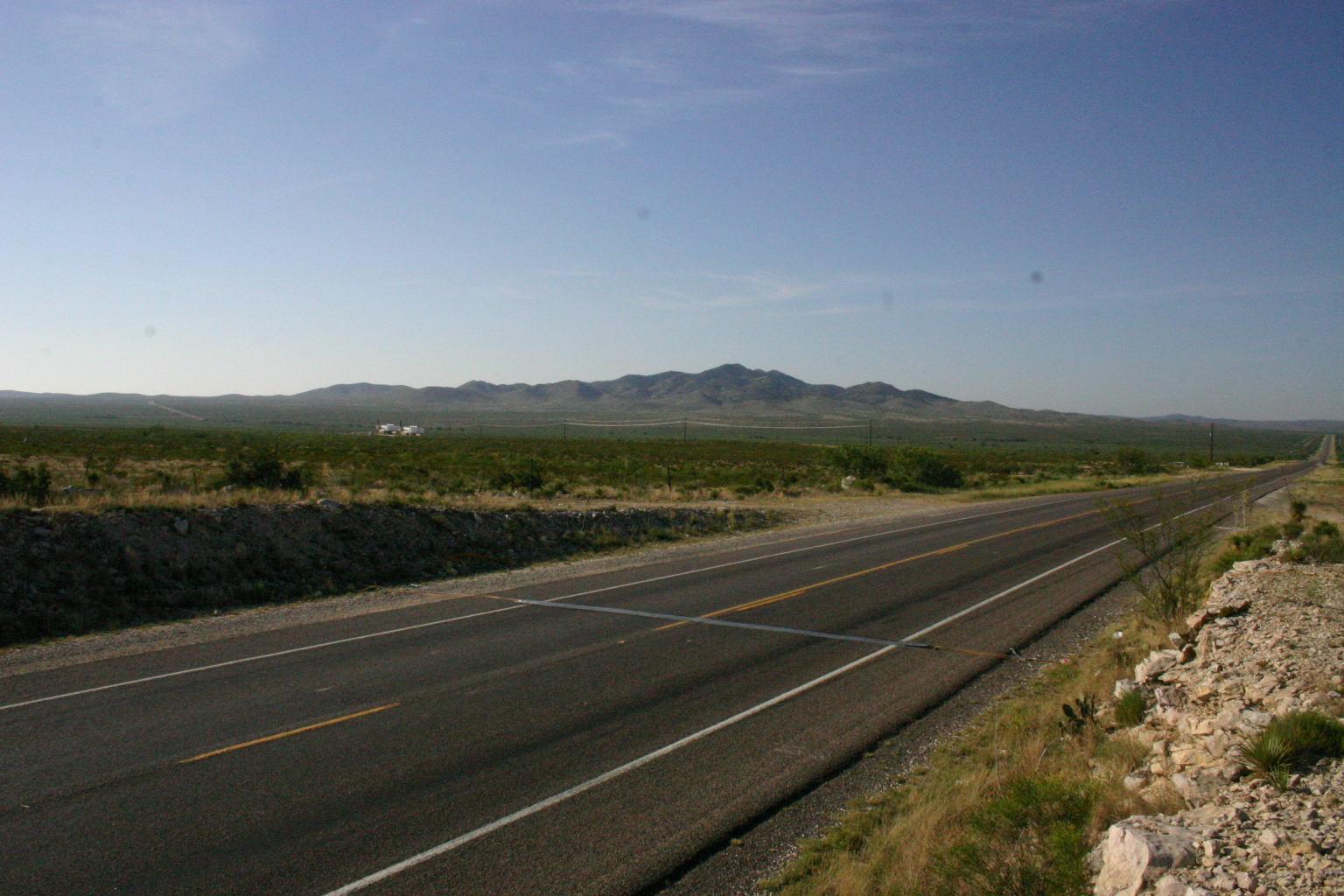
Sierra Madera aufgenommen vom nördlichen Rand auf dem U.S. Highway 385

Der Sierra Madera-Krater ist ein Einschlagkrater im südwestlichen Pecos County im Bundesstaat Texas in den Vereinigten Staaten. Der Zentralberg des Impaktkraters erhebt sich etwa 242 m über die Umgebung.  Der Sierra Madera-Krater befindet sich auf privatem Grund, auf dem Gebiet der La Escalera Ranch.
Er hat einen Durchmesser von 13 Kilometern, sein Alter wird auf weniger als 100 Millionen Jahre geschätzt.